# 希依提墩乡
希依提墩乡，是中华人民共和国新疆维吾尔自治区喀什地区麦盖提县下辖的一个乡镇级行政单位。

## 行政区划
希依提墩乡下辖以下地区：
英也尔村、英吾斯唐村、希依提墩村、琼库尔买里村、英买里村、英阿瓦提村、英格孜艾日克村、喀克夏勒村、托万喀怕克阿斯提村、尤库日喀怕克阿斯提村、苏怕墩村、艾力克坎土曼村和东风农场村。